# Beșalma
Beșalma (in russo Bešalma – Бешалма) è un comune della Moldavia situato nella Gagauzia di 4.441 abitanti al censimento del 2004.

## Società

### Evoluzione demografica
In base ai dati del censimento, la popolazione è così divisa dal punto di vista etnico:
| Etnia       | Abitanti | %     |
| ----------- | -------- | ----- |
| Moldavi     | 44       | 0,99  |
| Ucraini     | 37       | 0,83  |
| Russi       | 33       | 0,74  |
| Gagauzi     | 4.293    | 96,67 |
| Bulgari     | 25       | 0,56  |
| Rumeni      | 0        | 0     |
| Altre etnie | 9        | 0,20  |